# Budova Červeného kříže (Novi Sad)
Budova Červeného kříže se nachází v srbském městě Novi Sad na rohu ulic Bulevar Mihajla Pupina a Pionirska v centru města. Jeho adresa je Pionirska 8.
Modernistická budova byla dokončena roku 1930 podle  návrhu architekta Đorđe Tabakoviće. Stejně jako ostatní budovy na severní straně bulváru byla postavena jako čtyřpatrová, čtvrté patro mělo předsazenou terasu (která byla později přestavěna). Budova vznikla pro potřeby Červeného kříže, který pomáhal místnímu obyvatelstvo během hospodářských obtíží meziválečné Jugoslávie v 20. a 30. letech.
Červený kříž v budově sídlil i na počátku 21. století.